# 洛夫斯通派
洛夫斯通派（英語：Lovestoneites）是由美国共产党前总书记杰伊·洛夫斯通领导的一个小型美国反对派共产主义政党，活跃于1930年代。该党起源于1929年美国共产党内部的一场派系斗争。该党在加拿大也有活动。
在其存在期间，该党使用了以下四个名称：
- 共产党（多数派团体）（1929年11月—1932年9月）
- 美国共产党（反对派）（1932年9月—1937年5月）
- 独立共产主义劳工联盟（1937年5月—1938年7月）
- 美国独立劳工联盟（1938年7月—1941年1月）

该党的成员们经常将其组织称为共产党（反对派）或“CPO”。
1930年代，洛夫斯通派的活动家在多个工会组织中发挥了作用，尤其是在汽车和服装行业。1937年—1938年大清洗后，洛夫斯通派对苏联日益不满，最终在1941年初解散前几个月去掉组织名称中的“共产主义”一词。